# Franc Breznik
Franc Breznik, slovenski politik, poslanec, ekonomist, elektroinženir in veteran vojne za Slovenijo, * 23. julij 1970, Maribor.
Trenutno je poslanec Državnega zbora Republike Slovenije. V okraju Lenart je bil do sedaj izvoljen štirikrat, leta 2011, 2014, 2018 in 2022. Bil je član prve generacije slovenske vojske in je veteran vojne za Slovenijo. V 14. vladi Republike Slovenije je bil imenovan za državnega sekretarja na Ministrstvu za notranje zadeve Republike Slovenije, a je po enem mesecu ministru za notranje zadeve podal odstop, zaradi prometnega prekrška 

## Življenjepis
Breznik je osnovno šolo obiskoval v Lenartu, srednjo elektrotehnično šolo pa v Mariboru. Na mariborski univerzi je diplomiral iz elektronike na fakulteti za komercialne in poslovne vede pa iz  ekonomije, trenutno pa končuje podiplomski magisterij na Evropski pravni fakulteti. 
Leta 1991 se je priključil prvi generaciji slovenske vojske v Pekrah, kjer je sodeloval v uporu proti JLA. Med slovensko osamosvojitveno vojno je opravljal obrambne naloge na področju Kočevske Reke. Kot veteran vojne za Slovenijo je nosilec številnih priznanj. Bil je član prve častne čete slovenske vojske, ki je 26. junija 1991 prisostvovala na slovesnosti ob razglasitvi samostojnosti in izobesila slovensko zastavo. 
Svojo poklicno pot je začel v Avstriji leta 1991. Njegovo delo je potekalo na področju razvoja hotelskih brezkontaktnih kartičnih sistemov, ki delujejo po principu induktivne zanke. Delal je za podjetja Munin, Hugin-Sweda, Multicard in Siemens. Po vrnitvi v Slovenijo leta 1997 se je zaposlil v Slovenski vojski, kje je deloval na projektu-prenove tankov T-55S. in logistične oskrbe. Leta 2010 se je zaposlil v Steklarni Rogaška, kjer je prevzel prodajo za območje Švice in Nemčije.  
Širši slovenski javnosti je postal poznan, ko je konec leta 2007 predstavil svoje izsledke raziskovanja najhujše slovenske letalske nesreče iz leta 1981 na Korziki. V raziskovanju na težko dostopnem planinskem pobočju Krokarjevega grebena na Korziki je odkril večje število osebnih predmetov in dele posmrtnih ostankov ponesrečenih potnikov. Leta 2008 je skupaj z novinarko POP TV Jano Kobal in gorskim vodnikom Jurčkom Novakom, sprožil vseslovensko akcijo sanacije, ki jo je podprla takratna vlada pod vodstvom Janeza Janše.

## Politika

### Poslanec Državnega zbora Republike Slovenije
Na državnozborskih volitvah leta 2011 je kandidiral na listi SDS in bil izvoljen za mandatno obdobje 2011-2015;  Drugič je bil izvoljen v DZ leta 2014, tretjič leta 2018 in četrtič 2022. V trenutnem mandatu je med drugim predsednik odbora za zadeve Evropske unije, prav tako član odborov za kmetijstvo in gospodarstvo.

### Državni sekretar na ministrstvu za notranje zadeve
20. marca 2020 je Vlada Republike Slovenija Franca Breznika imenovala na mesto državnega sekretarja na ministrstvu za notranje zadeve. 2. aprila 2020 ga je zaradi prehitre vožnje s službenim vozilom ustavila policija. Ker je med službenim časom vozil pod vplivom alkohola, so mu prepovedali nadaljevanje vožnje ter izrekli kazen. Kasneje se je razvedelo tudi, da je bil na obisku pri zasebnem podjetju Rastoder, kjer se je dogovarjal za humanitarno donacijo njegovi domači občini Lenart, in da je minister Aleš Hojs izvedel za incident šele nekaj tednov kasneje, ko so informacijo objavili mediji. Breznik je napako priznal in ministru ponudil svoj odstop, ta ga je sprejel.

## Odlikovanja in priznanja
- spominski znak - PEKRE 23. maj 1991
- spominski znak - VAL 1991
- srebrna medalja Načelnika GŠSV
- priznanje NGŠSV ob 10. obl. vojne za Slovenijo
- bronasti  znak 74.OKMB - »Kleščmani«
- spominski znak Obranili domovino 1991